# Свети Георги (Луковит)
„Свети Архангел Михаил“ е православен храм в град Луковит, част от Плевенската епархия на Българската православна църква.

## История
Храмът е построен в центъра на град Луковит в 1885 година. Дело е на майстор Генчо Кънев – Големия от Трявна. В 1893 година в църквата заедно с помощниците си и Максим Ненов работи дебърският майстор Мирон Илиев. Там те изписват купола и поправят икони.
В началото на XXI век стенописите са обновени от местен художник.